# رز فیلیپینی داچسن
رُز فیلیپینی داچسن (انگلیسی: Rose Philippine Duchesne؛ زاده ۲۹ اوت ۱۷۶۹ – درگذشته ۱۸ نوامبر ۱۸۵۲) یک قدیس مسیحی اهل فرانسه بود.